# Митин, Иван Григорьевич
Иван Григорьевич Митин (1901—1946) — советский конструктор стрелкового оружия, один из создателей глушителя БраМит. Работал в Народном комиссариате путей сообщения. В 1933 году был арестован по обвинению в создании контрреволюционной организации с целью свержения советской власти и в 1934 году осуждён на 10 лет исправительно-трудовых лагерей. Отбывал наказание на Соловках, работая там в конструкторском бюро. Умер в местах лишения свободы. Реабилитирован в 1989 году посмертно.

## Ранние годы
Иван Григорьевич Митин родился в 1901 году в городе Суджа Курской губернии. У Ивана были младший брат Василий и сестра Маргарита. Отец, Григорий Митин, служил в Русской императорской армии и дослужился до унтер-офицерского чина, после увольнения в 1902 году устроился работать станционным жандармом на станции Суджа. В связи с Февральской революцией отец досрочно уволился, чуть-чуть не дотянув до 15 лет службы, после чего вступил в Южную горнозаводскую артель ответственного труда. Мать Ивана умерла в 1912 году. Отец переехал в Москву, в 1-й Переведеновский переулок с Василием и Маргаритой, а Иван остался в Судже.
Иван окончил местную приходскую школу и два года учился в реальном училище: отец надеялся, что старший сын поступит поступил в юнкерское училище. Однако Иван был исключён из реального училища за кражу двух банок с заспиртованными лягушками (вместе с товарищами он развёл спирт из банок и выпил его) и двух микроскопов. Не доучившись в седьмом классе, Иван получил аттестат об окончании шести классов и сдал экзамен на учителя 1-й степени, уехав в Смоленскую область. В 1919 году он переехал в Русятино (Тульская область), где жили его родственники, где устроился работать сельским учителем. Как сельский учитель, Иван был освобождён от мобилизации в РККА.
Митин уехал в Москву после того, как отказался выполнять требования новых властей по конфискации библиотеки помещика в селе Котово (недалеко от Русятино): дочь помещика убедила Ивана, что подобные действия равноценны грабежу. Попасть в институт с первого раза он не смог, поскольку осенью 1919 года набор не проводился. В январе 1920 года Иван поступил в Московский институт путей сообщения по своему учительскому удостоверению, которое уже было недействительным. В апреле того же года он заболел тифом, а осенью специальным распоряжением был направлен в политехнический институт. Проучившись там около года, он перевёлся в Институт путей сообщения.

## Первые разработки
Под влиянием брошюры «Таинственные пули» Митин занялся практическими опытами по созданию бесшумного оружия (в своих работах он называл его «беззвучным»). Иван надеялся использовать его для совершения ограблений и даже втянул в эти опыты своего брата Василия, которому было около 11 лет. Отсутствие теоретических познаний он компенсировал собственным желанием и усердием. Первые эксперименты он проводил со старой винтовкой Винчестера калибром 8 мм и револьвером системы Нагана, однако в ходе тестов винтовка разорвалась и поранила Ивану руку. Для дальнейшей работы он покупал книги в Румянцевской библиотеке. Его отец, поначалу относившийся нейтрально к изобретениям Ивана, позже стал его укорять за то, что тот разрабатывает оружие для нужд бандитов: с отцом Иван неоднократно ссорился, хотя понимал, что отец был прав насчёт его намерений. Финансовой помощи от отца в своей работе Иван не получал. В 1920 году Митин в ходе экспериментов впервые сумел заглушить звук выстрела, порождаемый пороховыми газами, однако до нахождения общего принципа и условий глушения звука выстрела ему ещё было далеко. Разработка портативного глушителя затянулась до 1925 года, когда он разработал глушитель с поддоночным зарядом, который в ходе выстрела, выталкивая пулю, застревал в канале ствола и препятствовал выходу пороховых газов. На дальнейшие исследования Митину требовались средства, и он надеялся запатентовать первые образцы, чтобы получить какое-либо вознаграждение за свою работу.
В том же 1925 году Митин предложил Отделу военных изобретений РККА чертежи поддоночного снаряда и затем был перенаправлен в Главное артиллерийское управление РККА к военному консультанту Ковровцеву, который отнёсся к изобретению Митина со скептицизмом. Тем не менее, чертежи были переданы в Новогиреевские опытные мастерские, где и начали производство первых экземпляров. Полученный на выходе результат не соответствовал чертежам, поскольку, как выяснилось, Ковровцев лично внёс изменения в чертежи. После долгих споров с изобретателем Ковровцев прямо ему заявил, что изобретение не принесёт Митину никакой выгоды в СССР, а продать патент выгодно можно только за границей. С тех пор Митин больше не обращался в Новогиреевские мастерские. Примерно в это же время Иван, пытаясь собрать средства на дальнейшие изобретения, вместе с братом Василием занялся изготовлением фальшивых монет. Для этого он сделал гальваническим методом клише под полтинник и гривенник, купил книжный пресс на Центральном рынке и заказал цилиндрик с двумя поршеньками у мастера депо Казанского вокзала. Братьями было изготовлено от 100 до 120 полтинников из олова, которые отличались от подлинных монет отсутствием звона и гравировки на торце монеты. Братья сбывали поделки среди деревенских торговок, однако вскоре эту деятельность пришлось прекратить: Василий был задержан при попытке купить газету за фальшивые деньги. Поскольку он был несовершеннолетним, а при нём была найдена только одна монета, его отпустили: в итоге больше Митины к идее фальшивых денег не возвращались.
Дальнейшем шагом для Митина в его исследованиях бесшумного оружия должен был стать правильный ход пули внутри ствола, влиявший на точность стрельбы. Он установил, что при стрельбе одним поддонком без вставленной пули происходят идеальное глушение и совершенно беззвучный выстрел: этого эффекта можно было достичь и при определённом соотношении массы пули и заряда пороха. После серии экспериментов Митин пришёл к выводу, что беззвучный выстрел может осуществляться при начальной скорости пули, не превышающей скорость звука (т.е. менее 330 м/с). Используя полученные сведения, в 1926 году Митин разработал новый глушитель на основе разлётного составного пыжа, который позволял стрелять нормальными калиберными пулями и сохранять точность стрельбы. В 1927 году он создал глушитель с резиновыми прокладками, в котором не требовалось использовать заградительный патрон — поддонный снаряд-пыж, который прежде надо было менять после каждого выстрела, что снижало скорострельность. В том же году он встретился снова с Ковровцевым, представив ему в письменном виде результаты своих достижений и наработок: тот посоветовал Митину запатентовать образцы бесшумного оружия, но потребовал не сообщать о практической проверке оружия и не указывать его достоинства.

## Регистрация патентов на глушители
Оформлением своего изобретения Митин занимался в Комитете по делам изобретений (Комподизе) Ленинграда, направив туда патенты на двуносый снаряд, «вечноиграющую» граммофонную пластинку, поддоночный снаряд, детонатор и алюминиевый пироксилиновый порох. В заявках он указывал в качестве авторов себя и брата Василия, рассчитывая за счёт вознаграждения оплатить учёбу Василия в институте (тот получил высшее образование). В 1927 году Митин окончил эксплуатационный факультет Института путей сообщения и устроился в Народный комиссариат путей сообщения, войдя в качестве инженера в состав экспедиции по экономическим изысканиям железных дорог. У мастера Казанского депо он параллельно заказал ряд деталей, необходимых для дальнейшей исследовательской работы. В 1930 году он был назначен начальником экспедиции, а в 1931 году — инженером в отдел сооружений НКПС по железнодорожному строительству.
Тем не менее Митин не отказывался от планов продажи патента за границей. В 1928 году Митин отправился в командировку на металлоплавильный завод в Казахстан, где встретился с группой английских инженеров, что лишь усилило убеждения Митина о необходимости отъезда за границу. Его желание подогревалось ещё и воспоминаниями о беседе с Ковровцевым, который говорил, что в случае успеха Митин может получить несекретный патент, который в теории можно будет продать за границей за хорошую сумму. Иван начал усиленно учить английский, надеясь выехать за границу и там выгодно продать свой патент на изобретение, однако шансов у него на это практически не было. Определённые шансы могли появиться при вступлении в ВКП(б), однако с учётом происхождения Митина и отсутствия каких-либо рекомендаций со стороны рабочих в партию ему была закрыта дорога. В 1929 году Митин как «передовой, общественно активный» работник попал в одну из групп по проводившейся партийной чистке, которая фактически исключила ещё один вариант для Митина выбраться за границу. Он надеялся продать свой патент через посредника, рассчитывая передать ему до четверти гонорара: поводом для таких мыслей послужили дела изобретателей Матросова и Трофимова, которые таким образом продали свои изобретения в Америке (тормоза и золотники). Однако и от такого варианта Митин отказался.
Получению первого, несекретного патента на глушитель для револьвера системы Нагана предшествовала значительная доработка глушителя на материале винтовки Винчестера. При подаче заявки на патент Митин не упоминал о пыже, находившемся за поддонком, поскольку без пыжа прорыв пороховых газов был бы неизбежен, а также опустил упоминание о специальном клапане для беззвучного выпуска задержанного в стволе газа. Заключение Управления военных изобретений гласило, что секретность с этого изобретения снимается, а конструкция бракуется. На второе изобретение — глушитель на основе разлётного составного пыжа — был выдан секретный патент. Третье и самое важное изобретение — глушитель с резиновыми прокладками, обеспечивавший фактически бесшумный выстрел — он сдал последним, однако на него пришёл неожиданный ответ, заключавшийся в том, что с этого изобретения снимается секретность, а патент на него выдать невозможно, так как предложенное Митиным изобретение не заслуживает внимания.
В октябре 1930 года он написал заявление на имя начальника УВИ, попросив назначить комиссию, перед которой мог бы продемонстрировать значимость глушителя. Комиссия собралась в ноябре того же года в тире 2-го Дома Реввоенсовета, где проводилась испытательная стрельба. Митин испытывал самодельный пистолет с завинчивающимся затвором и надульным глушителем с резиновыми прокладками: испытание прошло успешно, в результате выстрела были зафиксированы только щелчок спускового крючка и удар пули о щит. Комиссия признала, что изобретение Митина представляет значительный практический интерес: дело о выдаче патента пошло на пересмотр, и на изобретение снова наложили гриф секретности. В марте 1931 года, когда Особый отдел ОГПУ и 4-е управление РККА получили документы о результатах испытаний, Митин получил официальный патент на глушитель для револьвера Нагана.
Наложенный гриф секретности лишил Митина возможности распоряжаться патентом, а вознаграждение ему не присудили. Более того, первый образец глушителя ему пришлось отдать безвозмездно военным. Тем не менее он принял решение продолжить работу над глушителем в надежде получить в будущем хоть какое-либо вознаграждение от РККА за изобретение. Начальник сектора изобретений Технического штаба начальника вооружений армии (НВ РККА) Лукин пообещал Митину вознаграждение в случае, если он сможет досконально и исчерпывающе описать процесс и природу глушения выстрела.

## Дальнейшие изобретения
Митину было предложено оборудовать глушителями штатное оружие РККА и сотрудников ОГПУ, к которому относились тогда не только револьвер Нагана, но и пистолет Кольта и пистолет «Маузер». Проводя эксперименты, он установил, что уровень заглушения выстрела на револьвере Нагана составлял 98 %. Военные, узнав о результатах экспериментов, предложили Митину разработать съёмный глушитель наподобие винтовочного штыка. В течение года он, используя собственный опыт, в письменном виде систематизировал результаты своих прежних экспериментов и текущих исследований: итогом стало 400-страничное исследование о принципах глушения звука выстрела с более чем 200 фотографиями и чертежами, выпущенное в 1932 году в четырёх экземплярах. Книга была передана в Управление военных изобретений Технического штаба НВ РККА. В данном исследовании Митин разработал ряд вопросов о внутренней и внешней баллистике бесшумного оружия, а также привёл классификацию бесшумного оружия по дальности и калибру:
- полевое (винтовки и пистолеты-пулемёты, дальность до 1000 м, калибр от 5,5 до 6 мм);
- для населённых местностей (дальность до 500 м, калибр от 4 до 4,5 мм);
- конспиративно-диверсионное (малая дальность, калибр от 2,5 до 3 мм, подробно не описывалось).

В начале 1933 года книга была отправлена в Ленинградскую военную артиллерийскую академию к профессору Андрееву для рецензии. Профессор высоко оценил работу Митина, даже предложив опубликовать труд при условии изъятия из публикуемого варианта секретной части. В феврале того же года Новиков, ознакомившись с рецензией Андреева, предложил провести очередные испытания глушителя Митина — револьвер с глушителем, использовавшийся для испытаний, находился в тот момент в Московском остехбюро ОГПУ у сотрудника Синицына, и того попросили одолжить револьвер на время проведения испытаний. Испытания состоялись в тире 2-го Дома Реввоенсовета, однако их результаты оказались хуже ожидаемых, поскольку глушитель был неплотно подогнан к револьверу.
Параллельно Митин разработал несколько проектов образцов бесшумного оружия, замаскированного под обыденные предметы — к примеру, однозарядной авторучки, стрелявшей пулями калибра 2 мм (в том числе и начинёнными сильнодействующим ядом), и 12-зарядного бинокля с ручкой лорнета в качестве ствола (с возможностью установки сетки оптического прицела на одну из трубок). К 1933 году он разработал ствол калибром 2,5 мм для авторучки и ствол калибром 3,25 мм для бинокля, но работа стопорилась из-за отсутствия токаря. В августе того же года Митин разработал миниатюрный пистолет калибром 3,25 мм, который несколько раз испытал на открытом пространстве и ни разу не привлёк к себе внимания. В частности, испытания он провёл на Сухаревском бульваре, площади Разгуляй и у Сухаревской башни (за спиной милиционера, стоявшего лицом к Сретенке) — Митин произвёл несколько выстрелов в воздух, на которые никто не среагировал. Вскоре он получил от ОГПУ заказ на разработку глушителя для 4-мм бесшумного пистолета «Лилипут» — при том, что РККА больше интересовались глушителями для винтовок и пулемётов, а не револьверов или пистолетов.
1 августа 1933 года Митин выступил в Главном артиллерийском управлении РККА с докладом о беззвучном оружии, который имел большой успех: было принято решение создать специализированную ячейку на полигоне в Голутвино и выделить на разработки сумму в 60 тысяч рублей. Ячейку должен был возглавить Митин, в неё должны были войти изобретатели Вольский и Короленко: последний даже приступил к закупке необходимой аппаратуры. Однако в вопросе вознаграждения за изобретение Митина ожидало разочарование: изобретателю постановили выдать скромную по сравнению с бюджетом премию в размере одной тысячи рублей. Уже после своего ареста, состоявшегося 4 октября, Митин под давлением следователей дал показания, что требовал от Управления военных изобретений не менее 100 тысяч рублей за своё изобретение.

## Арест и суд
Митин часто выражал в стихах свой взгляд на мир, в том числе и свою обиду на то, что его труд не оценивался в достаточной мере военным руководством и что за свои изобретения он не получал никакой награды. Митин обращался к начальнику Управления военных изобретений Новикову с вопросом о вознаграждении за изобретение глушителя и за написанную книгу, сказав, что хочет получить вознаграждение и за то, и за другое по итогам испытаний. После испытаний 1933 года он обратился к заместителю Новикова Кононенко, снова задав вопрос о получении вознаграждения, но узнал, что книга была передана в научно-исследовательский отдел ГАУ и вопрос о вознаграждении надо решать уже с ним. Начальник этого отдела Заходер пообещал заслушать доклад Митина и решить вопрос о награде, но тот уже был слишком раздражён затягиванием вопроса о награде.
Свои недовольства бюрократической машиной Иван открыто высказывал в беседах с коллегами — старшими инженерами планового отдела НКПС Петром Орелкиным и Давидом Рабиновичем (своим однокурсником по Институту путей сообщений), с которыми летом 1933 года в санатории в Алуште обсуждал свои проблемы. Особенно недовольным был Рабинович, который был исключён из ВЛКСМ как троцкист; его брат Лазарь оказался на грани исключения из ВКП(б) как лидер объединённой оппозиции в Институте путей сообщения, а сестра Давида и её муж были сосланы за меньшевистские воззрения. Именно Рабинович, рассуждая о сложной жизни крестьян и рабочих, навёл Митина на мысли о том, что необходимо добиваться отстранения «сталинской группировки» от власти. Однако Рабинович настоятельно просил Митина не распространять публичные призывы к террору и насильственному свержению власти, чтобы не попасть под суд. Было известно и то, что сотрудниками ОГПУ прослушивалась квартира, где проживали Василий, Иван и Маргарита.
4 октября 1933 года Иван Митин, возвращавшийся из наркомата, был арестован сотрудниками ОГПУ и отправлен во внутреннюю тюрьму Лубянки. Его обвинили в создании контрреволюционной группы, а основной уликой была найденная в его кармане листовка с заголовком «К работникам железнодорожного транспорта. Знай правду о „Свободной“ Стране Советских Рабов (СССР)», которую он написал собственноручно на листе из школьной тетради . В листовке было пять пунктов, по которым Митин выражал личное недовольство, и план действий из девяти пунктов, последним из которых был призыв к вооружённому восстанию. Листовку он принёс в наркомат, чтобы показать и обсудить её содержание с коллегой В. Н. Долинским, который тоже не был доволен политикой партии. По версии историка Сергея Козлова, арест мог быть тщательно спланированной операцией Транспортного отдела ОГПУ. Долинский мог по заданию оперработника спровоцировать Митина на написание листовки, а когда она оказалась у него в руках, отнести её оперативнику ОГПУ и дать сигнал о задержании.
Дело в отношении Ивана Митина вёл следователь ОГПУ Безенсон, а рассмотрением дела занималась Особая коллегия ОГПУ. Обвиняемыми были братья Иван и Василий Митины, их сестра Маргарита, коллеги Митина по работе Петр Орелкин и Давид Рабинович — все они содержались в изоляторе Особого назначения Тюремного отдела ОГПУ на Бутырке. Долинский, с которым Митин общался незадолго до ареста, проходил по делу только в качестве свидетеля. К материалам дела были приобщены множество антисоветских материалов. Иван поначалу пытался убедить следователей, что писал листовку не в целях призыва к восстанию, а исключительно для «прощупывания» позиции коллег, чтобы выявить потенциально склонных к антисоветскому мятежу, однако предложенная им версия не убедила следователей. Во время пребывания под стражей Митин попытался покончить с собой, вскрыв себе вены, и даже написал предсмертную записку. Однако Митина спас охранник Бутырского изолятора, вовремя вызвавший врачей.
Только после этого Митин согласился подписать показания, которые ему продиктовал следователь Безенсон: именно на признательных показаниях арестованных и строилось всё обвинение, несмотря на множество несостыковок и противоречий. В подписанных им показаниях Митин полностью признал свою вину, заявив не только о создании контрреволюционной группировки, но и о том, что создавал бесшумное оружие исключительно для подготовки покушения на руководство страны. При этом он обратился с просьбой разрешить ему продолжать исследования в местах лишения свободы, обязавшись предоставить для нужд военных лучшие образцы бесшумного оружия в краткий срок. Спустя несколько недель обвинения в создании контрреволюционной группировки, намеревавшейся свергнуть власть, были дополнены обвинениями в пропаганде фашизма. Возможным поводом для этого могли стать одобрительные высказывания Митина о фашистах и нацистах, вызывавшие негодование Рабиновича из-за того, что антисемитизм был одной из важнейших составляющих идеологии нацистов.
Реакция других обвиняемых на предъявленные им обвинения отличалась: если Орелкин и Рабинович так и не признали своей вины по предъявленным им обвинениям, то Василий взял на себя вину старшего брата, а Маргарита под давлением следователей тоже дала признательные показания, заявив, что часто соглашалась с критикой братьев в адрес советской власти. По мнению исследователя Сергея Козлова, если бы дело рассматривалось в открытом режиме при наличии адвоката, то предъявленные обвинения удалось бы опровергнуть, но если бы ОГПУ ещё раньше провело профилактическую беседу с Митиным, у него не было бы и поводов для каких-либо антисоветских выступлений, которые могли бы привести к его аресту.
28 февраля 1934 года Коллегия ОГПУ СССР признала Ивана Григорьевича Митина виновным в преступлении по статье 58-8 УК РСФСР и приговорила его к высшей мере наказания, заменённой на 10 лет лишения свободы с отбыванием наказания в исправительно-трудовых лагерях. Василий, работавший на тот момент инженером Главного геодезического управления, тоже был признан виновным по этой же статье и приговорён КОГПУ к высшей мере наказания (смертной казни), которую заменили на 10 лет лишения свободы с отбыванием наказания в исправительно-трудовых лагерях. Другие обвиняемые получили намного меньшие сроки: в частности, Давид Рабинович получил 5 лет ссылки.

## Работа в «шарашке»
В апреле 1934 года братья Митины были направлены в город Свободный для заключения в Бамлаг ОГПУ (туда же были этапированы Маргарита Митина и Давид Рабинович, а Петр Орелкин был этапирован в Мариинск, в Сиблаг). Поначалу Иван отбывал наказание на строительстве БАМа: трудился на основных работах, позже техником и инженером проектно-сметного бюро. Он был отмечен благодарностью в приказе начальника 9-го отделения Бамлага, но за время работ переболел туберкулёзом, а от плохого питания страдал малокровием. В том же году он был переведён в Соловецкий лагерь особого назначения, куда был направлен отбывать наказание и его брат Василий.
В ноябре 1934 года Иван направил письмо в ЦИК СССР, заявив о готовности использовать свои познания для помощи в переоснащении РККА новым оружием. Признав в письме вину в предъявленных ему обвинениях, он обратился с просьбой к ЦИК позволить ему работать дальше над глушителями выстрелов и обязался в кратчайшее время подготовить образцы. Ответа на письмо не последовало, что могло быть обосновано реорганизацией органов безопасности — преобразованием ОГПУ в ГУГБ НКВД и расформированием многочисленных остехбюро ОГПУ. Для Митина ситуация осложнялась ещё и тем, что он потерял связь со своей сестрой Маргаритой: его многочисленные запросы оставались без ответа, что могло говорить о том, что Маргариты уже не было в живых. 
В Соловецком лагере Иван продолжил работу в качестве заведующего группы в проектно-сметном бюро. Согласно сохранившимся свидетельствам, лагерное начальство высоко оценивало работу Митина и отмечало, что он не был замечен в антисоветских настроениях. 23 января 1937 года Иван был направлен в распоряжение 6-го отдела ГУГБ НКВД, а 3 февраля оказался в Бутырской тюрьме в Москве, но вскоре вернулся в Соловецкий лагерь. Как выяснилось, из обвиняемых по делу о контрреволюционной группе в живых остался только он сам.
В начале 1938 года Иван сообщил руководству лагеря о разработке беззвучного огнестрельного оружия: начальник Соловецкой тюрьмы ГУГБ НКВД Коллегов обратился к начальнику 10-го (тюремного) отдела ГУГБ НКВД о предоставлении Митину возможности дальнейшей работы. 10 мая 1938 года Митин был переведён из Соловецкой тюрьмы для работы в 12-й отдел (отдел опертехники) Управления НКВД по Ленинградской области: ему было позволено пользоваться тюремной библиотекой и совершать прогулки. Свою работу он продолжал до 16 сентября того же года: за несколько месяцев работы им были созданы первые отлаженные образцы глушителя, который получил название «БраМит» — сокращение от «Братья Митины». При этом в техническом описании глушителей имена разработчиков не упоминались никоим образом, а документов с упоминаниями Митиных не было ни в центральных архивных учётах ФСБ и МВД, ни в архиве Управления ФСБ по Ленинградской области. Сведения об авторах удалось отыскать только в картотеке следственных дел Центрального архива ФСБ России и в архиве Бутырского изолятора, где сохранилось тюремное дело И. Г. Митина.
В конце сентября 1938 года Митина направили в Москву в распоряжение начальника Особого технического бюро НКВД. По служебной записке с пометкой «Срочно» он был переведён в одиночную камеру внутренней тюрьмы ГУГБ НКВД на Лубянке и обеспечен усиленным питанием: с этого дня при Особом техническом бюро проводились все последующие испытания глушителя Митина. Глушитель БраМит был продемонстрирован в октябре наркому обороны К. Е. Ворошилову, который предложил заменить резьбовое крепление на крепление по типу винтовочного штыка. С учётом замечаний прибор был доработан и представлен в 1940 году, а в 1942 году принят на вооружение специальным постановлением ГКО СССР.

## Война и смерть
После начала Великой Отечественной войны Митин был перевезён в специальную тюрьму при Казанском пороховом заводе имени Ленина, где работал в ОТБ-40 (особое техническое бюро № 40), продолжая работу над глушителем БраМит. Митин рассчитывал получить доклады с информацией о применении глушителя на фронте. Срок заключения Митина по вынесенному приговору истекал в октябре 1943 года, однако в соответствии с директивами НКВД от 22 июня 1941 года №221 и Прокуратуры от 29 апреля 1942 года № 185 он подлежал задержанию до окончания войны. После обращения в Президиум Верховного Совета СССР Митин прошёл в апреле 1945 года медицинскую комиссию и 5 апреля того же года был признан годным к строевой службе, однако не освобождался и после окончания войны.
1 августа 1946 года в 18:00 Иван Григорьевич Митин скончался в больнице Бутырской тюрьмы. Официальной причиной смерти были названы паралич сердца на почве гипертрофии и обострившийся нефроз-нефрит. Однако в медицинской книжке не было зафиксировано каких-либо жалоб Митина на работу сердца, к тому же год тому назад он был признан годным к строевой службе. По мнению исследователя Сергея Георгиевича Козлова, Ивана Митина могли убить, но доказательств этому не было найдено. Место захоронения Митина остаётся неизвестным.
Иван Григорьевич Митин был посмертно реабилитирован в 1989 году. Его биография под названием «Беззвучный бьёт» была опубликована в 2006 году Сергеем Георгиевичем Козловым на основе архивных материалов.

## Комментарии
1. ↑  По одним данным, Василий родился в 1900 году и потому должен был считаться старшим братом[1], по другим — в 1909 году, что позволяет считать его младшим братом[2].
2. ↑  Статья 58-8 УК РСФСР: «Организация в контрреволюционных целях террористических актов, направленных против представителей Советской власти или деятелей революционных рабоче-крестьянских организаций, а равно участие в выполнении таких актов, хотя бы отдельный участник такого акта и не принадлежал к контрреволюционной организации».
3. ↑  Василий Митин 25 ноября 1937 года был приговорён Особой тройкой Управления НКВД по Ленинградской области к высшей мере наказания и расстрелян 8 декабря 1937 года[1] (предположительно, захоронен в районе Лодейнопольского лагпункта)[2]. Орелкин был приговорён 25 ноября 1937 года к расстрелу и казнён 8 декабря 1937 года. Рабинович после пересмотра дела был признан виновным по статьям 58-8 и 58-11 УК РСФСР, приговорён к смертной казни 16 июля 1937 года и расстрелян в тот же день[44]. Судьба Маргариты не была установлена[43].